# لاجیت ترتیبی
در آمار، مدل لاجیت ترتیبی (همچنین رگرسیون لجستیک ترتیبی یا مدل شانس متناسب) یک مدل رگرسیون ترتیبی است - یعنی یک مدل رگرسیونی برای متغیرهای وابسته ترتیبی - که نخستین بار توسط پیتر مک‌کولا در نظر گرفته شد. به عنوان مثال، اگر قرار است به یک پرسش در یک نظرسنجی با انتخابی از میان "ضعیف"، "عادلانه"، "خوب"، "بسیار خوب" و "عالی" پاسخ داده شود، و هدف از تجزیه و تحلیل این است که ببینیم چقدر خوب است. پاسخ را می‌توان با پاسخ به پرسش‌های دیگر، که برخی از آنها ممکن است کمّی باشند، پیش‌بینی کرد، سپس ممکن است از رگرسیون لجستیک ترتیبی استفاده شود. می‌توان آن را به‌عنوان توسعه‌ای از مدل رگرسیون لجستیک در نظر گرفت که برای متغیرهای وابسته دوگانه اعمال می‌شود و اجازه می‌دهد بیش از دو دسته پاسخ (مرتب‌شده) را ارائه دهد.